# Choi Sung-yong
Choi Sung-Yong (coreano:최성용) (15 de dezembro de 1975) é um treinador e ex-futebolista sul-coreano, que atuava como defensor.

## Carreira
Choi Sung-Yong representou a Seleção Sul-Coreana de Futebol nas Olimpíadas de 1996.